# Olympus E-510

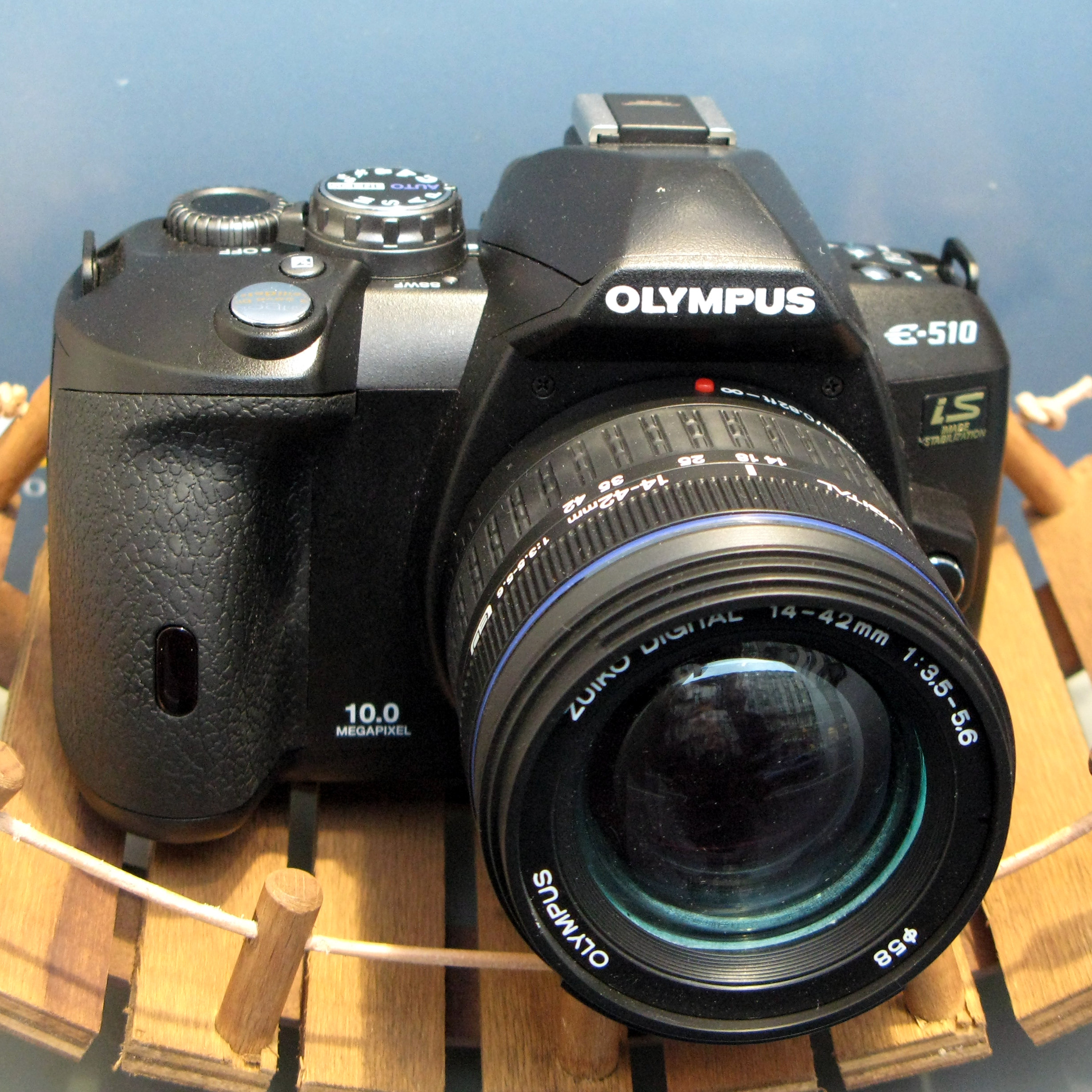
Olympus E-510

Olympus E-510 är en digital SLR-systemkamera (spegelreflexkamera) tillverkad av Olympus Corporation. Modellen släpptes på marknaden 2007 och ersatte därmed tidigare modellen E-500.
Kameran har bl.a. följande egenskaper:
- 10 megapixel
- 18.00 x 13.50 Live MOS-sensor
- Four Thirds-objektiv
- ISO 100-1600